# اچ‌ام‌اس فویلبلنک
اچ‌ام‌اس فویلبلنک (به انگلیسی: HMS Foylebank) یک کشتی بود. این کشتی در سال ۱۹۳۰ ساخته شد.